# ジョン・ウェルシュ (長老派教会)
エアのジョン・ウェルシュ（John Welsh、1568年 - 1622年）は、スコットランドの長老派教会の指導者。
エディンバラ大学で修士。牧師となり、ジョン・ノックスの娘と結婚した。彼は義理の父であるノックスに、その天才、信仰と熱心で匹敵する人物だといわれる。彼は説教によってジェームズ6世に捕らえられ、1606年にはフランスに追放された。その頃に死人を生き返らせる奇跡があったという。
同名の孫はカベナンターの指導者になった。子孫にジョン・ウィザースプーンがいる。